# سكيبتا
جوزيف حونيور أدينوغا (Joseph Junior Adenuga) و يعرف أكثر باسم سكيبتا (Skepta)من مواليد 19 سبتمبر 1982.هو مغني راب وكاتب أغاني ومنتج موسيقى ومنتج فيديوهات موسيقية إنجليزي .

## روابط خارجية
- سكيبتا على موقع IMDb (الإنجليزية)
- سكيبتا على موقع ميوزك برينز (الإنجليزية)
- سكيبتا على موقع أول ميوزيك (الإنجليزية)
- سكيبتا على موقع ديسكوغز (الإنجليزية)
- سكيبتا على موقع قاعدة بيانات الفيلم (الإنجليزية)